# Карањета (Савона)
Карањета је насеље у Италији у округу Савона, региону Лигурија.
Према процени из 2011. у насељу је живело 53 становника. Насеље се налази на надморској висини од 619 м.